# Helmern (Bad Wünnenberg)
Helmern is een dorp in het noordoosten van de Duitse gemeente Bad Wünnenberg, deelstaat Noordrijn-Westfalen, en telt 878 inwoners (12 april 2021).
Het in de middeleeuwen ontstane, maar tussen 1340 en 1550 tijdelijk geheel verlaten, dorp ligt ten noorden van het Sauerland in een landbouwgebied, het Sintfeld of Sindfeld, dat deel uitmaakt van de zgn. Hoogvlakte van Paderborn. De bodem bestaat uit kalksteen, op sommige plekken met een vruchtbare laag löss bedekt. Door een combinatie van gebrek aan water (de kalksteen houdt dit niet vast, regenwater loopt de diepte in voordat het de gewassen voldoende kan laven) tot plm. 1971, branden, besmettelijke ziektes, misoogsten door droogte en muizenplagen, was Helmern tot na de Tweede Wereldoorlog een zeer arm boerendorp.

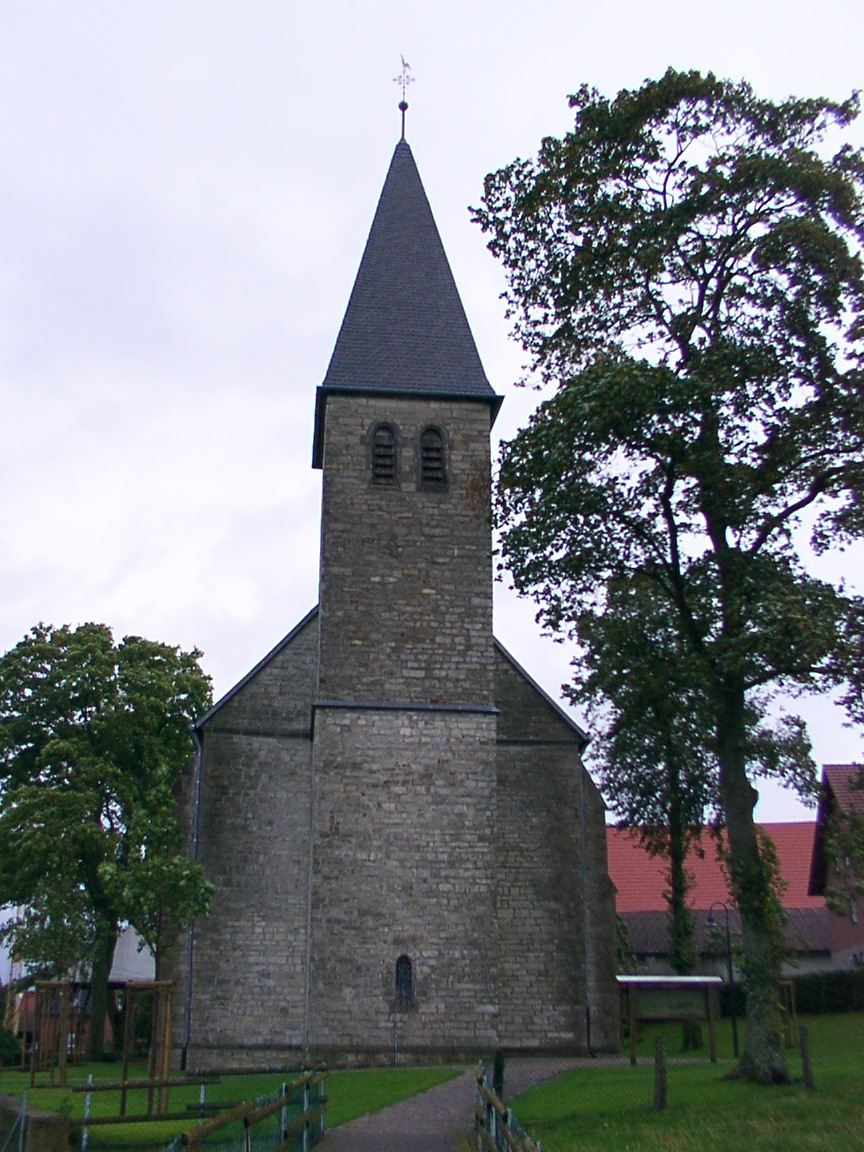
Helmern, R.K. St.Apolloniakerk (1886)
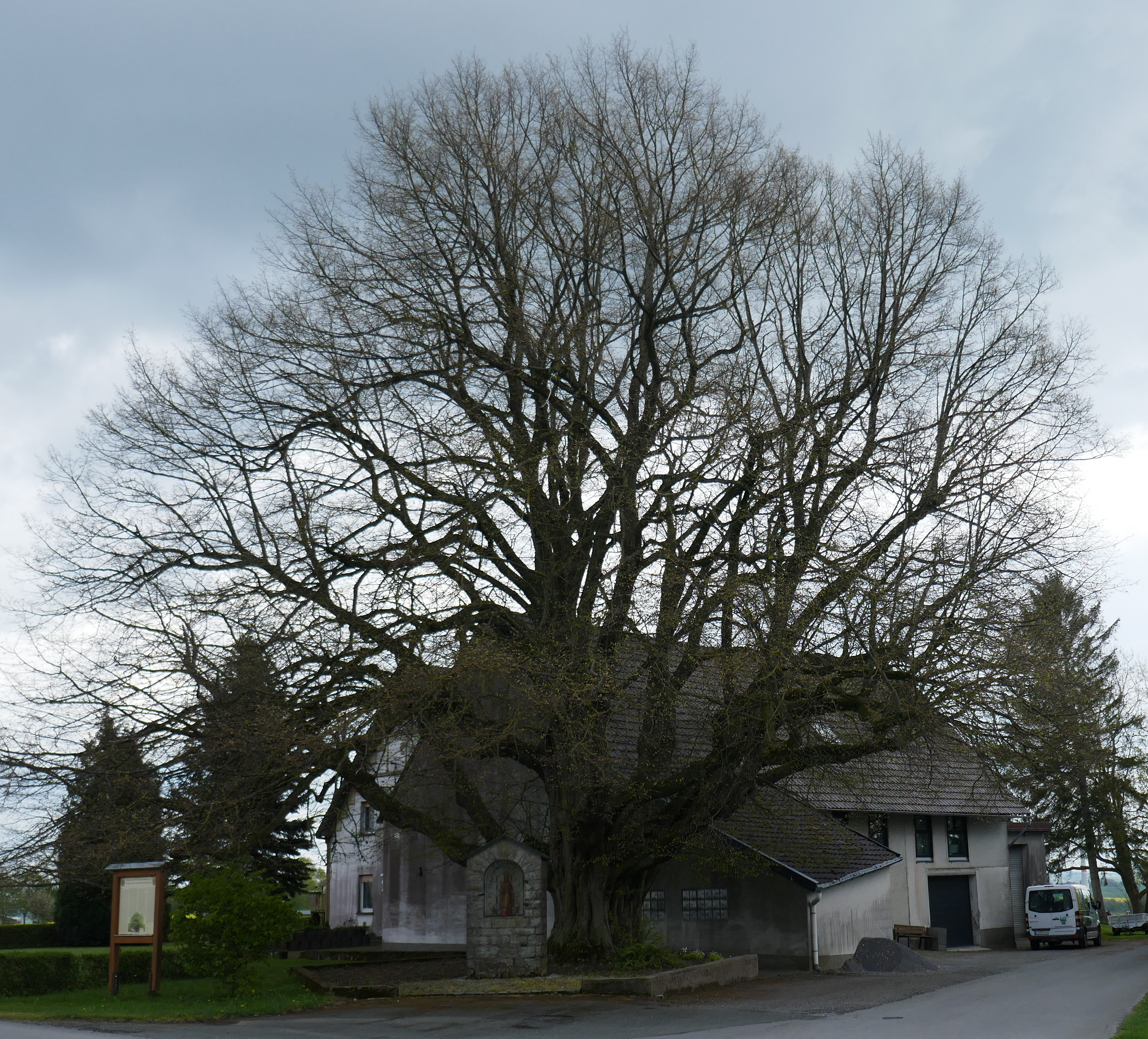
Helmern, St.-Sturmiuslinde (1487) met heiligenbeeld van St. Sturmius